# Lenka Zdeborová
Lenka Zdeborová, née le 24 novembre 1980 à Plzeň (République tchèque), est une chercheuse en physique théorique et informatique tchèque. Elle est professeure associée de physique ainsi que d’informatique et de systèmes de communication à l'EPFL (École Polytechnique Fédérale de Lausanne),.

## Biographie
Lenka Zdeborová naît le 24 novembre 1980 à Plzeň (République Tchèque).
Elle étudie la physique théorique à l’université Charles de Prague, puis réalise sa thèse dans le laboratoire Physique théorique et modèles statistiques de l’université Paris-Sud, en physique appliquée à l’algorithmique, sous une co-tutelle entre les deux universités. Elle obtient son doctorat en physique statistique en 2008 sous la direction de Marc Mézard, puis passe deux ans dans le laboratoire national de Los Alamos (États-Unis) comme chercheur postdoctoral associée au directeur,.
De retour en France en 2010, elle est recrutée au CNRS et rejoint l’Institut de physique théorique à Saclay. Elle s’intéresse à la physique des verres de spin, dans ses aspects fondamentaux et dans ses applications en informatique théorique, en apprentissage statistique et en traitement du signal.
En 2014, elle obtient la médaille de bronze du CNRS, puis en 2016, le prix Philippe Meyer en physique théorique ainsi qu'une bourse de 1,35 million d’euros du conseil européen de la recherche. Cette dernière lui permet de recruter sept personnes dans son équipe.
En 2018, elle reçoit le prix Irène-Joliot-Curie dans la catégorie Jeune femme scientifique.
Depuis 2020, elle est professeur associée de physique, d'informatique et de systèmes de communication à la Faculté des sciences de bases (SB) et à la Faculté informatique et communications (IC) à l'EPFL (École Polytechnique Fédérale de Lausanne). Elle dirige le Laboratoire de physique statistique des systèmes computationnels.

## Prix et distinctions
- 2014 : médaille de bronze du CNRS[7]
- 2016 :
  - prix Philippe Meyer en physique théorique[9]
  - bourse Starting Grant du conseil européen de la recherche
- 2018 : prix Irène-Joliot-Curie, catégorie Jeune femme scientifique[8]
- 2021 : Conférence Gibbs